# ويليام إليوت (سياسي أمريكي)
ويليام إليوت (بالإنجليزية: William Elliott) هو محامي وسياسي أمريكي، ولد في 3 سبتمبر 1838 في بيافورت في الولايات المتحدة، وتوفي بنفس المكان في 7 ديسمبر 1907. حزبياً، نشط في الحزب الديمقراطي. وقد انتخب عضو مجلس النواب الأمريكي.